# Romeo Must Die
Romeo Must Die – brytyjska grupa muzyczna wykonująca połączenie hardcore, metalcore oraz thrash metalu.
Grupa powstała w 2006 roku tuż po zakończeniu działalności przez zespół Stampin' Ground. Dwaj członkowie tej formacji: wokalista Adam Frakes-Sime i basista Ben Frost, stworzyli Romeo Must Die.
Producentem muzycznym debiutanckiego albumu EP grupy pt. Defined By Enemies był Scott Atkins (były gitarzysta Stampin' Ground, prowadzący obecnie studio nagraniowe).
W październiku 2012 grupa ogłosiła zakończenie działalności.

## Muzycy
- Adam Frakes-Sime – śpiew
- Ben Frost – gitara basowa
- Paul Fletcher – gitara
- Aaron Darling – gitara
- Will Romain – perkusja

Byli członkowie
- Samj Dawkins – gitara
- Tom Winch – perkusja

## Dyskografia
- Defined By Enemies (EP) (2008)
- Hardships in Season (2003)

## Teledyski
- „Defined By Enemies” (2008)[3]
- „Who Died And Made You God” (2008)[4]
- „The Fall Of Man” (2011)[5]
- „15 Minutes Of Shame” (2011)[6]